# مصور الأشعة الخلفية الكونية

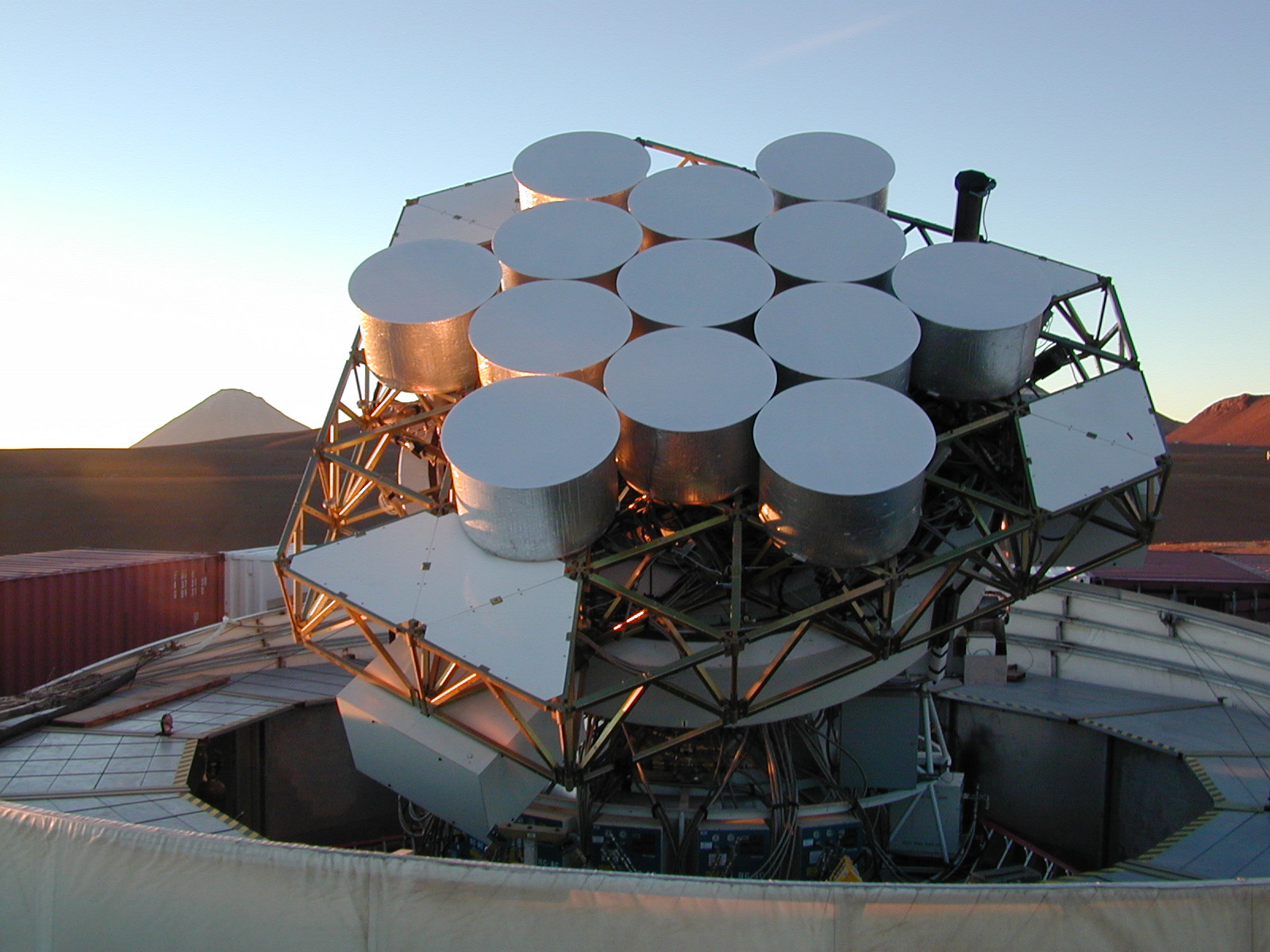
التلسكوب CBI

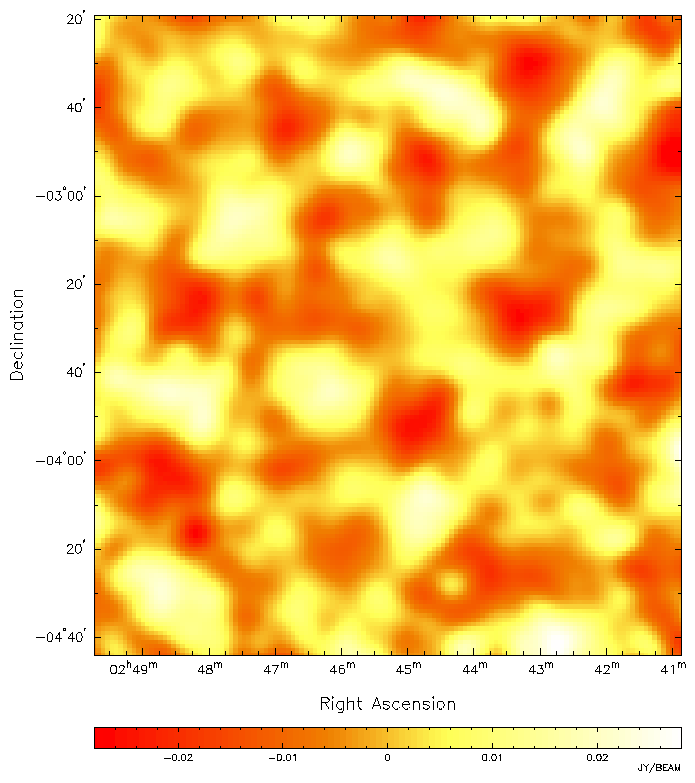
توزيع الخلفية الميكروويفية الكونية CMB طبقا لقياسات مصور الاشعة الخلفية الكونية CBI. المقياس يبين اختلافات كثافة الأشعة بين -02و0 (احمر) إلى +02و0 (أبيض) ؛ المتوسط (برتقالي).

كان مصور الأشعة الخلفية الكونية Cosmic Background Imager
أو باختصار CBI يتكون من 13 جهاز تداخل للاشعة الميكروويفية الأتية من أعماق الكون. وقد بني التلسكوب (المصور) على ارتفاع 5.080 متر على أحد جبال الأنديز في تشيلي. بدأ العمل في عام 1999 بغرض دراسة إشعاع الخلفية الكونية الميكروي وظل يعمل حتى عام 2008.
كان مصور الأشعة الخلفية الكونية يقيس الترددات بين 26 جيجا هيرتز و 36 جيجاهيرتز مقسمة في 10 أحزمة يبلغ عرض الإشارات فيها 1 جيجاهيرتز. وكانت له تباين (قدرة التوضيح) احسن من 10/1 من الدرجة (زاوية).)بالمقارنة، وصل تباين مستكشف الخلفية الكونية «كوبي الفضائي» الذي أظهر أول صور للتغيرات في الخلفية الكونية الميكرونية في عام 1992، فقد كانت قدرة تباينه 7 درجات.) ومن أهم مكتشفات مصور الأشعة الخلفية الكونية أن التغيرات ذات أحجام صغيرة في صفحة السماء الخلفية كانت أضعف من التغيرات الكبيرة الحجم في السماء، وهذا ما ثبتت صحته من قبل، طبقا للتقديرات الرياضية النظرية.
ومن الوجهة العملية فقد كانت قياسات CBI
هي الأولى التي بينت وجود عدم تساوي كثافة الموجات الميكروفية في خلفية الكون فهي تبين اختلافات في كثافتها باتساعات زاوية تعادل اتساع مجموعات مجرات؛ وأوردت أول دليل عن وجود ما يسمى تباطوء «انتشار سيلك» (أي انتشار غير تصادمي)؛ ووجدت ما يشير إلى زيادة في القوة عند أس-1 لمتعدد الأقطاب (CBI-excess) بالمقارنة لما كان متوقعا طبقا لنموذج Lambda-CDM model
؛ كما اكتشفت تذبذبات في استقطاب موجات الميكرونية الخلفية، وجاءت بأول نموذج مفصلا للاستقطاب الطيف من النوع الكهربي
E-mode مبينة ما يشير إلى انزياح طور الموجة بالنسبة إلى الشدة الكلية لطور الطيف ككل.
الاهتمام بدراسة توزيع الأشعة الخلفية الكونية يتعلق بالتعرف على حالة الكون بعد حدوث الانفجار العظيم وقبل نشأة المجرات والنجوم. اختلافات تبدو في كثافة تلك الأشعة الباقية منذ نحو 7و13 مليار سنة ونستطيع الآن قياسها، تلك الاختلافات في كثافة «الحرارة» هي اختلافات تتبعها كثافة المادة الأولية التي كونت بعد ذلك محرات ونجوم. ومما هو جدير بالذكر أن مصور الأشعة الخلفية الكونية يأتي بنتائج متشابهة سواء قام بالقياس شرقا أم غربا أو شمالا أو جنوبا على صفحة السماء، وذلك دليل على حدوث الانفجار العظيم حيث انتشرت
الطاقة خلال ما يسمى التضخم الكوني والطريقة الثانية لتكون النمط ب هو تعرض تلك الأشعة الآتية إلينا منذ نشأة الكون لتأثيرات عدسات الجاذبية التي تسببها تجمعات أجرام سماوية بالغة الضخامة في كتلتها.
وخلاله توزعت الطاقة بالتساوي في جميع انحاء الكون الناشيء، ثم تكون المادة الأولية من تلك الطاقة؛ الأشعة الخلفية الكونية التي نرصده اليوم هي بقايا الطاقة بعد نحو 380.000 من الانفجار العظيم؛ ثم تكونت منها ذرات ومجرات ونجوم تحت فعل الجاذبية بينها، حتى وصلت إلى ما نراه حاليا من بنية كونية من مجرات ونجوم.
والطريقة الثانية لإمكانية تكون النمط ب لاستقطاب الأشعة الخلفية الكونية هو تعرض تلك الأشعة الآتية إلينا منذ نشأة الكون لتأثيرات عدسات الجاذبية التي تسببها تجمعات أجرام سماوية بالغة الضخامة في كتلتها.

## المشاركون
تولى معهد كاليفورنيا للتكنولوجيا بناء مصور الاشعة الخلفية الكونية، واستخدم مضخمات إلكترونية حساسة للموجات الراديوية من المرصد الوطني لعلم الفلك الراديوي؛ وتجربتين مماثلتين هما المصفوف الصغير جدا Very Small Array، الذي يعمل في جزيرة تنريفي، وجهاز تداخل بقدر درجة زاوية وهو يعمل في أنتراكتيكا.استخدمت كلتا التجربتين أجهزة تداخل راديوية - أي أجهزة تداخل الموجات الراديوية - بغرض قياس إشعاع الخلفية الكونية الميكروي CMB وتذبذباته بتابين منخفض أوليا وعبر مساحات كبيرة في السماء. كما توجد تجربة أخرى تعمل في أنتراكتيكا، وهي تجربة مصفوف استقبال بولومتري كوني بقدرة تباين دقيقة قوسية، وهي تستخدم مقياس بولومتري يقيس القوة الكلية - أي يقيس الحرارة الكلية لطيف الأشعة الكهرومغناطيسية هذه وهو بهوائي واحد يعمل في مجال الترددات العالية وذو تباين زاوي مماثل، بغرض الحصول على قياسات في حيز قياسات CBI للمقارنة بينهما. وكان تماثل كل تلك التجارب وتوافقها مع تجارب CMB التي تستخدم تقنيات مختلفة للقياس في السنوات الأخيرة يعتبر نصرا كبيرا في مجال علم الفلك الرصدي للتعرف على الكون في بدايته قبل نشأة النجوم.

في تاريخ الكون، هناك فرضية بأن الموجات الثقالية نشأت عن الناتج عن التمدد تمامًا بعد الانفجار العظيم. اشعة الخلفية لكونية المرصودة حاليا نشأت بعد 380.000 سنة من الإنفجار العظيم.

كانت تجربة CBI بتعاون بين عدد من معاهد البحوث في الولايات المتحدة والمعاهد الأوروبية. ولا يزال هذا التعاون العلمي قائما ومع المؤسسات التشيلية «جامعة تشيلي» و «جامعة كونسبسيون» من خلال مرصد خاجنانتور بتشيلي.
في عام 2006 استبدلت الهوائيات القديمة ذات هوائيات بقطر 9و0 متر بهوائيات أوسع بقطر 4و1 متر بغرض الحصول على صور أوضح وتباين أعلى للدراسة في حيز قياس نمط شدة الأشعة الكلية. وخلال تلك الفترة سميت تجربة CBI
باسم جديد وهو CBI-2.
وفي يونيه 2008 توقف الرصد بجهاز CBI-2 وازيلت الهوائيات الـ 13 من على الجبل. وبُني جهاز جديد وهو تلسكوب قوييت في أغسطس 2008 على نفس قمة الجبل التي كان يعمل عليها جهاز CBI-2

## اقرأ أيضا
- إشعاع الخلفية الميكرويفي الكوني
- جهاز مطياف الطاقة المظلمة
- تلسكوب قوييت
- تجربة مستكشف أتاكاما
- جسم أسود
- مسبار ويلكينسون لقياس اختلاف الموجات الراديوية

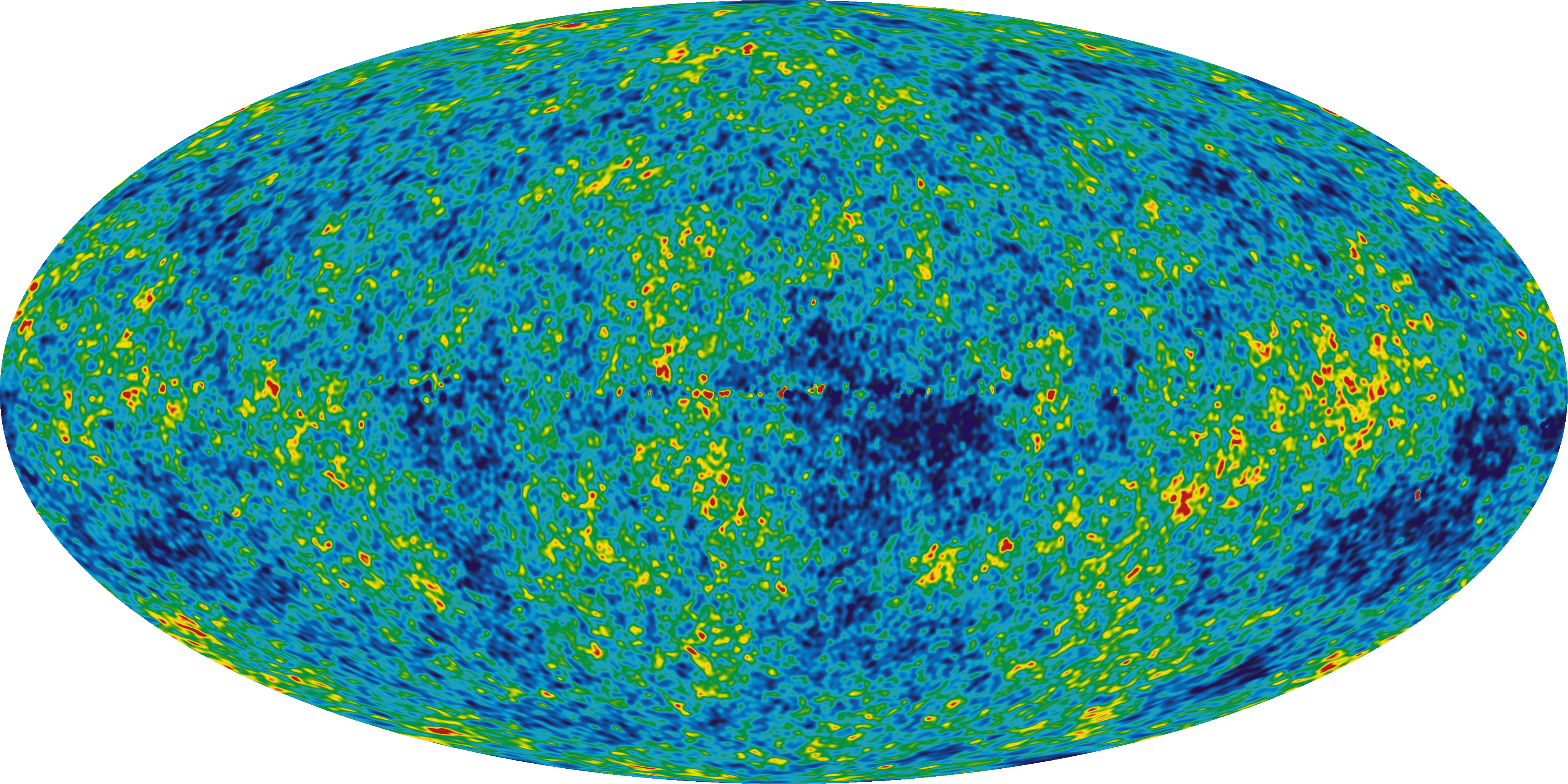
الصورة الشمولية للسماء كما قام بقياسها مسبار ويلكينسون لقياس اختلاف الموجات الراديوية؛ صورة بالقمر الصناعي لأشعة الخلفية للكون. المناطق الصفراء والحمراء هي مناطق تجمع نجوم ومجرات

- الانفجار العظيم